# Соллерс, Филипп
Филипп Соллерс (фр. Philippe Sollers; настоящее имя Филипп Жуайо; 28 ноября 1936, Бордо — 6 мая 2023, Париж) — французский писатель, литературный критик, эссеист; автор двух десятков романов.

## Биография
Родился в семье состоятельного промышленника, шестнадцати лет был отдан в школу иезуитов в Версале, откуда год спустя его исключили за недисциплинированность (тайком читал запретного для учеников Лотреамона и т. п.).
Его приход в литературу приветствовали Ролан Барт и Натали Саррот. Первый роман Соллерса Странное одиночество (Une curieuse solitude, 1958) был встречен лестными отзывами как справа (Франсуа Мориак), так и слева (Луи Арагон), однако великая эпоха в жизни Соллерса началась в 1960 году, когда он приступил к изданию знаменитого антиконформистского журнала «Тель Кель». В 1967 году Соллерс женился на философе-семиотике болгарке Юлии Кристевой.
В 1973 году Соллерс в последний раз сочинил экспериментальный роман Рай (Paradis), написанный в виде одной гигантской фразы без знаков препинания; что же до журнала Тель Кель, то он просуществовал до 1983 года (на смену ему пришел журнал Бесконечность). В том же году Соллерс совершает очередной идеологический зигзаг публикует роман Женщины (Femmes), хотя и написанный в традиционной манере, но имевший скандальный успех, вызванный портретами видных французских интеллектуалов бывших сподвижников Соллерса. Следующий скандал происходит десять лет спустя, когда появляется роман Тайна (Le Secret, 1993), где Соллерс выступает в поддержку римского папы, которому почтительно преподносит свою книгу.
В последние годы у Соллерса вышли романы Студия (Studio, 1997) , Мания страсти (Passion fixe, 2000) , Звезда любовников (L’Etoile des Amants, 2002), «Une vie divine» (2006).
Соллерс известен и как эссеист, автор таких ярких работ по теории и истории культуры, как Теория исключений (Théorie des Exceptions, 1985), Сад против Высшего существа (Sade contre l’Etre Supreme, 1989), Импровизации (Improvisations, 1991), очерк о Доминике Виван Деноне Кавалер из Лувра (Le Cavalier du Louvre, 1995), Казанова Великолепный (Casanova l’Admirable, 1998) , Таинственный Моцарт (Mysterieux Mozart, 2001), Похвала бесконечности (Eloge de l’Infini, 2001), Свобода XVIII века (Liberté du XVIIIème, 2002), Озарения (Illuminations, 2002), Любовный словарь Венеции (Dictionnaire amoureux de Venise, 2004) и др.

## Издания на русском языке
- Мания страсти: Роман / Пер. с фр. А. Смирновой. — СПб.: ИНАПРЕСС, 2003. — 320 с. — 3000 экз.
- Казанова Великолепный / Пер. с фр. Н. Мавлевич и Ю. Яхниной. — М.: КоЛибри, 2007. — 230 с. — 5000 экз.
- Драма. [Роман] / Пер. с фр. В. Зильберштейн. — М.: А&Д Студия/База, 2012. — 176 с. — 700 экз.